# Nintendo presenta: New Style Boutique 3 - Estilismo para celebrities
Nintendo presenta: New Style Boutique 3 - Estilismo para celebrities, conocido en América como Style Savvy: Styling Star, y en Japón como   Girls Mode 4: Star ☆ Stylist (GIRLS MODE 4 スター☆スタイリスト?), es un videojuego de moda y gestión económica desarrollado por syn Sophia y publicado por Nintendo para la consola Nintendo 3DS. Se trata del cuarto juego de la serie Style Boutique. Salió a la venta el 2 de noviembre de 2017 en Japón, el 24 de noviembre de 2017 en Europa. También fue puesto a la venta el 25 de diciembre de 2017 en América como un título exclusivo descargable de Nintendo eShop.

## Modo de juego
En el juego Nintendo presenta: New Style Boutique 3 - Estilismo para celebrities, el jugador asume el papel de una magnate de la moda en ciernes, labrando su camino hasta la cima del mundo de la moda. Debe administrar su propia boutique heredada por su tío Tony y ayudar a los clientes a encontrar la prenda o el conjunto perfecto para mantenerse al día en las tendencias de la moda, adquiriendo ropa nueva para la tienda, y cambiando la decoración para reflejar su personalidad. Con el dinero adquirido en la boutique el jugador puede reponer las existencias o cambiar el pelo, maquillaje, uñas y ropa. También puede ayudar a otros clientes tanto en Peluquería y en el Salón de Belleza y en una boutique para chicos.
Se puede elegir entre más de 12.000 artículos de ropa y accesorios que abarcan 21 marcas diferentes, con los que el jugador podrá encontrar el estilo perfecto que le solicite su cliente. Mediante la conexión a Internet, al usar el móvil del personaje se pueden compartir las creaciones con otros jugadores a través de un portal de compras en línea  y conseguir ropa nueva como contenido de descarga (Canal Compras y Canal Diseño).
Al también usar el teléfono móvil puedes invitar personajes a la boutique, la peluquería y el salón de belleza. Si el jugador quiere puede pedir existencias de otras prendas en la Central de la Moda.
Las principales novedades de este juego a parte de gestionar la boutique, son la inclusión de nuevos accesorios como bolsos y la posibilidad de atender a personajes masculinos con respecto a New Style Boutique 2. Además de una mayor personalización de la tienda y la posibilidad de decorar la habitación del personaje. También te encargarás de decidir los conjuntos de las celebridades de la agencia NIN10 y ver el próximo vídeo musical.